# Batalla de Chaldiran
La batalla de Chaldiran (en persa: چالدران y el turco: Çaldıran) ocurrió el 23 de agosto de 1514, cerca del monasterio de San Tadeo en la actual Provincia de Azerbaiyán Occidental, entre los ejércitos de los imperios otomano y safávida, con victoria de los primeros. Como resultado los otomanos obtuvieron el control del este de Anatolia y el norte del actual Irak. La batalla fue también, sin embargo, el comienzo de una desastrosa guerra de cuarenta y un años entre ambos imperios islámicos que terminó con el Tratado de Amasya en 1555. Los safávidas perdieron Azerbaiyán, Lorestán y Kermanshah temporalmente, e Irak, así como el dominio sobre los kurdos y armenios de Anatolia oriental, definitivamente.
En Chaldiran los otomanos tenían un ejército más numeroso y mejor equipado que los persas; el sah Ismail I fue herido y casi resultó capturado, se retiró a su palacio y de la administración pública después de que sus esposas fueran capturadas por Selim I, al menos una fue casada con uno de los estadistas de Selim. La batalla tiene gran importancia histórica, ya que no solo desbarató la idea de que el Murshid de los chiitas-Qizilbash era infalible, sino también porque definió las fronteras otomanas-safavíes y suscitó que algunos jefes kurdos traspasasen su lealtad de los safávidas a los otomanos.